# Siya Kolisi
Siya Kolisi (Puerto Elizabeth, 16 de junio de 1991) es un jugador de rugby sudafricano, que juega de flanker para la selección de rugby de Sudáfrica y, actualmente para el equipo de los Sharks en el United Rugby Championship. Kolisi es el primer capitán negro de la historia de los Springboks.

## Trayectoria deportiva
Kolisi fue parte de la selección de rugby sub-20 que compitió en el Campeonato Mundial de Rugby Juvenil de 2010 y 2011.
Debutó con la selección sudafricana se produjo en un partido contra Escocia en Nelspruit el 15 de junio de 2013. Formó parte de la selección sudafricana que ganó el bronce en la Copa del Mundo de Rugby de 2015 celebrada en Inglaterra.
Kolisi capitaneó al equipo sudafricano en la Copa Mundial de Rugby de 2019, derrotando a Inglaterra 32–12 en la final para levantar la Copa Webb Ellis. Esta fue la tercera victoria de Sudáfrica en la copa del mundo, empatando con Nueva Zelanda. Kolisi fue el primer capitán negro de un equipo ganador de la copa del mundo, y el primer capitán negro de la historia de Sudáfrica.
También fue seleccionado como capitán para la Copa Mundial de Rugby de 2023, en la cual Sudáfrica ganó nuevamente el torneo, derrotando en la final a Nueva Zelanda.

#### Participaciones en Copas del Mundo
| Mundial                       | Sede       | Resultado     | PJ | Tries |
| ----------------------------- | ---------- | ------------- | -- | ----- |
| Copa Mundial de Rugby de 2015 | Inglaterra | Tercer puesto | 2  | 0     |
| Copa Mundial de Rugby de 2019 | Japón      | Campeón       | 7  | 1     |
| Copa Mundial de Rugby de 2023 | Francia    | Campeón       | 6  | 0     |

## Palmarés y distinciones notables
- Rugby Championship 2019[2]
- Copa Mundial de Rugby de 2019[3]
- Copa Mundial de Rugby de 2023
- Capitán de la Selección de rugby de Sudáfrica (2018-presente)[4]
- Seleccionado para jugar con los Barbarians

## Vida personal
Es concuñado de la nadadora Tatjana Smith.

## Libros
- Jeremy Daniel, Siya Kolisi: Against All Odds, Jonathan Ball Publishers, 2018, ISBN 978-1868428649
- Siya Kolisi, Rise, autobiography, HarperCollins, 2021, ISBN 978-0008431334[6]